# Vardhamanaka
Le  Vardhamanaka est un des huit signes auspicieux du jaïnisme dans la tradition shvetambara, signes regroupés sous le nom d'ashtamangala.
Appelé aussi samput en sanskrit, ou sharav, le vardhamanaka est en fait composé de deux bols retournés l'un sur l'autre, celui du dessus à l'envers; dans celui du bas est placée une lumière telle une bougie; le tout forme une lampe abritée du vent. Les bols peuvent être remplacés par des plats alimentaires creux. Cette lumière abritée est le symbole des ténèbres chassées de la lumière régnante. Le vardhamanaka est aussi symbole de richesse; il est surnommé : le pot de la prospérité.